# أولاد عبد الله (ازعومن)
أولاد عبد الله هو دُوَّار يقع بجماعة أولاد بوبكر، إقليم الدريوش، جهة الشرق في المملكة المغربية. ينتمي الدوّار لمشيخة ازعومن التي تضم 10 دواوير. يقدر عدد سكانه بـ 99 نسمة حسب الإحصاء الرسمي للسكان والسكنى لسنة 2004.

## روابط خارجية
- البوابة الوطنية للجماعات الترابية
- المندوبية السامية للتخطيط